# Dysphania numana
Dysphania numana är en fjärilsart som beskrevs av Pieter Cramer 1779. Dysphania numana ingår i släktet Dysphania och familjen mätare. Inga underarter finns listade i Catalogue of Life.

## Bildgalleri

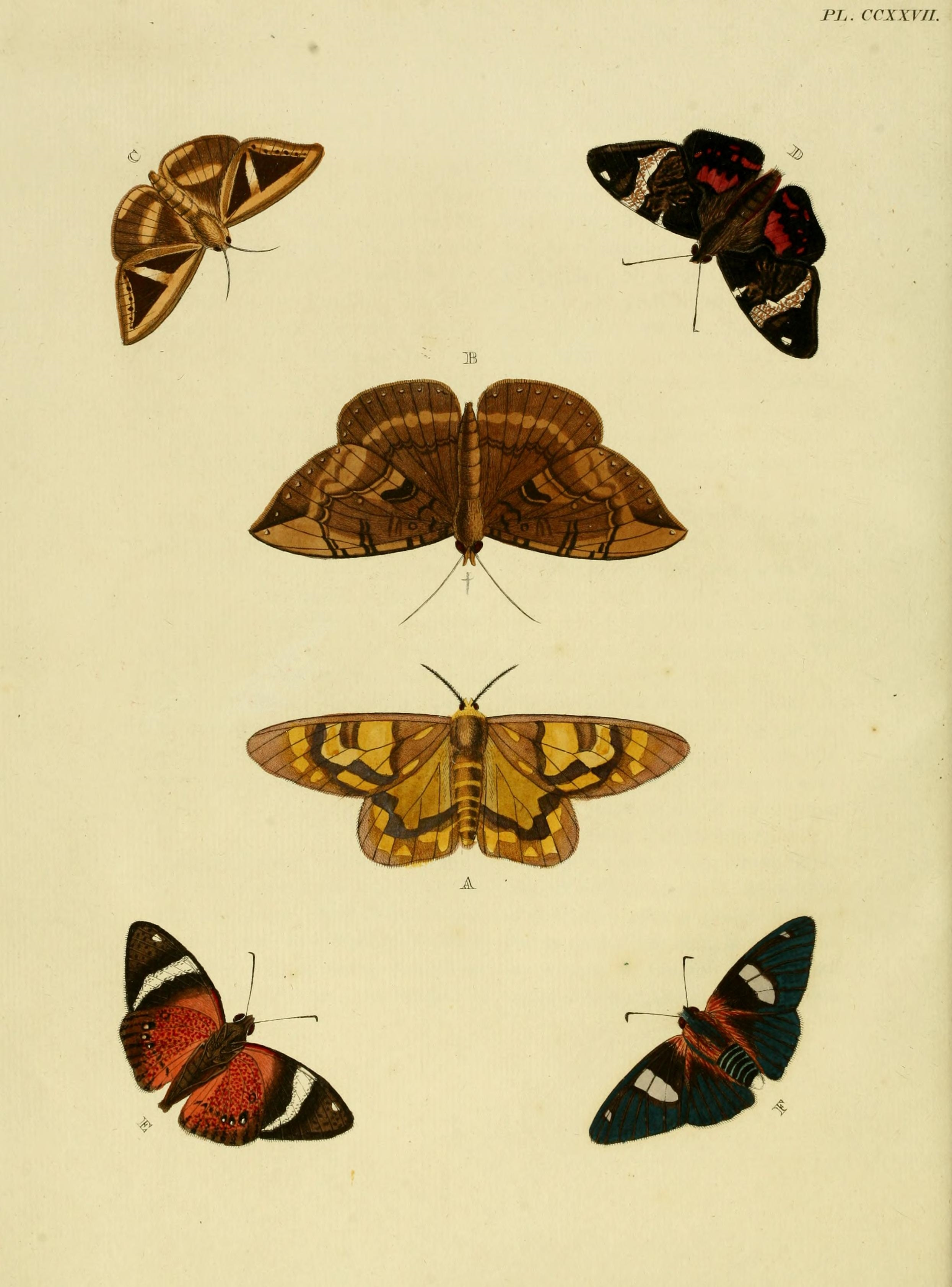
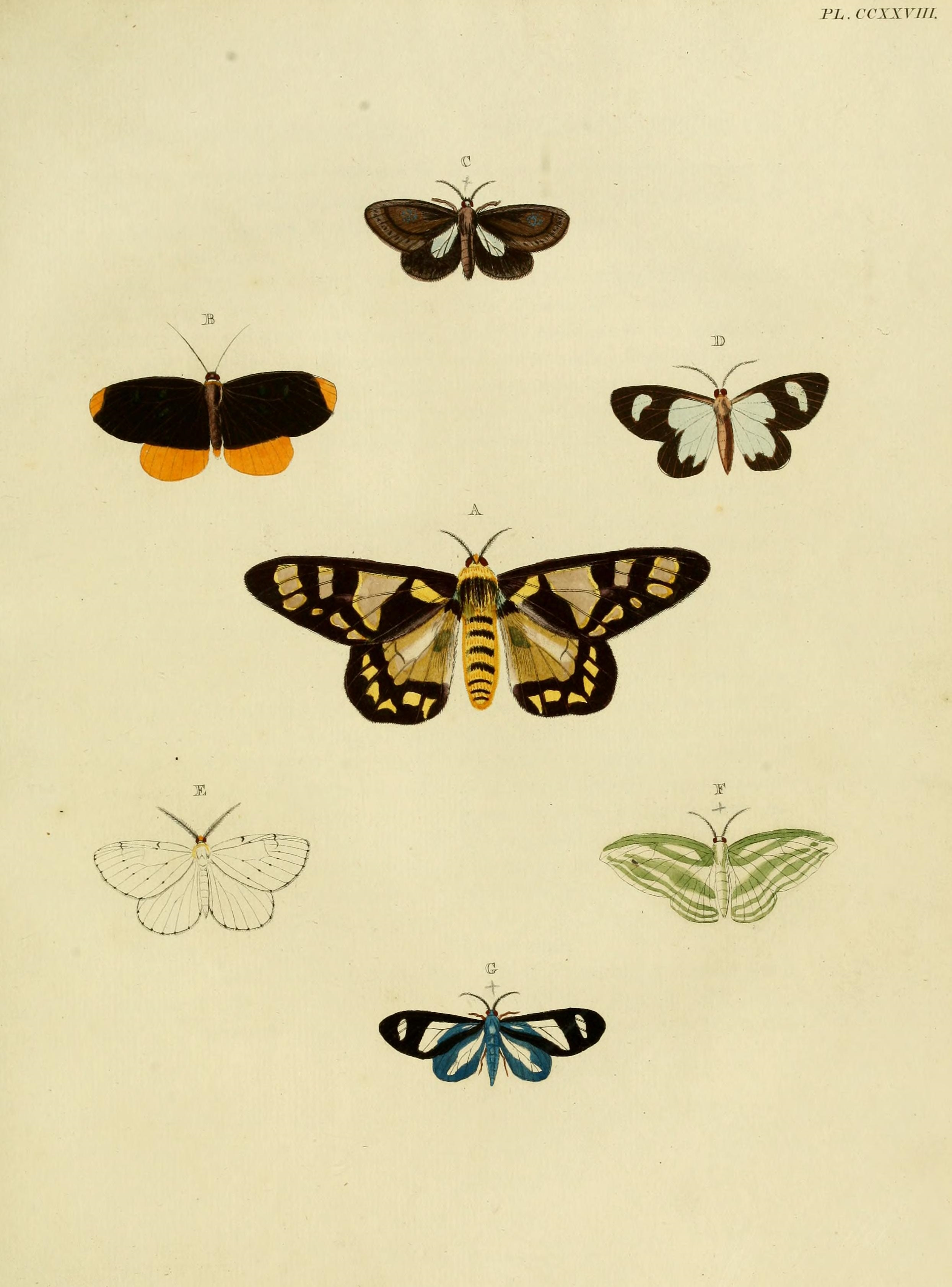